# Médaille McNaughton
La médaille McNaughton est décernée par IEEE Canada et célèbre les contributions du général McNaughton à la profession d'ingénieur au Canada. 
Les récipiendaires de la médaille McNaughton sont des ingénieurs canadiens exceptionnels, reconnus pour leurs importantes contributions à la profession d'ingénieur.

## Lauréats
- 1969 : John Henderson (en)
- 1971 : Thomas Ingledow
- 1972 : Alphonse Ouimet
- 1973 : Hector McLeod
- 1974 : Robert Tanner
- 1975 : George Sinclair
- 1976 : J.C.R. Punchard
- 1977 : James Ham
- 1978 : Harold Smith
- 1979 : John H. Chapman (en)
- 1980 : Wallace Read
- 1981 : Bennett Lewis
- 1982 : Gordon MacFarlane
- 1983 : Lionel Boulet
- 1984 : H. Halton
- 1985 : John Hopps
- 1986 : Simon Haykin
- 1987 : Théodore Wildi
- 1988 : Rudolf deBuda
- 1989 : John Foster[Lequel ?]
- 1990 : Harry Ellis[Lequel ?]
- 1991 : William Moore[Lequel ?]
- 1992 : Val O’Donovan
- 1993 : Raymond Bartnikas
- 1994 : Roy Billinton
- 1995 : Vijay Bhargava
- 1996 : John Plant
- 1997 : Thomas Collett
- 1998 : Chandra Kudsia
- 1999 : Mohamed El-Hawary
- 2000 : Nicolas Georganas
- 2001 : Om Malik
- 2002 : Prakash Bhartia
- 2003 : Tas Venetsanopoulos
- 2004 : Renato Bosisio
- 2005 : Anthony Sturton
- 2006 : Hussein Mouftah
- 2007 : Raymond D. Findlay
- 2008 : Colin A. Franklin
- 2009 : Wolfgang Hoefer
- 2010 :  Alberto Leon-Garcia
- 2011 :  Gregor V. Bochmann
- 2012 :  John Bandler
- 2013 :  Jamal Deen
- 2014 :  Raouf Boutaba
- 2015 :  Mohamed Kamel
- 2016 :  Andrew Goldenberg
- 2017 :  Michel Nakhla
- 2018 :  Abdulmotaleb El Saddik
- 2019 :  Raafat R. Mansour